# Отдальонний
Отдальо́нний (рос. Отдалённый) — селище у складі Усть-Пристанського району Алтайського краю, Росія. Входить до складу Нижньогусіхинської сільської ради.

## Населення
Населення — 95 осіб (2010; 160 у 2002).
Національний склад (станом на 2002 рік):
- росіяни — 100 %